# 聖書に登場する女性の一覧
聖書に登場する女性の一覧（せいしょにとうじょうするじょせいのいちらん）は、聖書に登場する女性の一覧である。

## 旧約聖書

### 創世記
- エバ（イヴ） 創世記 3:20
- アダ（「飾り」、「光」）とチラ（「影」(シャドウ)又は「音」）（カインの子孫、レメクの妻）
- ナアマ（レメクの娘、名前は「愛嬌」という意味。トバルカインの妹）
- サラ（アブラハムの妻サライを改名） 創世記 17:15
- ハガル（サラの女奴隷、イシュマエルの母）
- ロトの娘、モアブの母、ベン・アミの母の姉）→（父娘相姦）
- ロトの娘、モアブの母の妹、ベン・アミの母）→（父娘相姦）
- リベカ（イサクの妻）
- レア（ヤコブの妻、ラバンの長女）
- ラケル（ヤコブの妻、ラバンの次女）
- ディナ（ヤコブとレアの娘）
- タマル（ヤコブの四男ユダの長子エルの妻だったが、エルが子を残さずなくなったため、遊女に成りすましてユダの子ペレツとゼラを産む。）
- ファラオの侍従長ポティファルの妻（ヨセフを誘惑した。）

### 出エジプト記
- ミリアム（モーセの姉） 出エジプト記 15:20
- モーセを救って育てたファラオの娘
- チッポラ（モーセの妻、ミデヤンの祭司イテロの娘）

### ヨシュア記
- ラハブ（エリコの遊女。ヨシュアたちのエリコ攻撃をかげながら支援する） ヨシュア記 2:1

### 士師記
- デリラ（ペリシテ人でサムソンの愛人。サムソンの怪力の秘密をペリシテ人に知らせ、売り渡す） 士師記 16:4
- デボラ（女性の預言者、バラクとともにカナン王ヤビン及びその将軍シセラをやっつける） 士師記 4:4
- ケニ人ヘベルの妻ヤエル（預言どおりにシセラを殺害）
- 士師エフタの娘（エフタがアモン人を倒すために主に請願をたてたため、彼女自身が生贄になった）

### ルツ記
- ナオミ（ルツの姑）
- ルツ（モアブ人。ダビデ王の曾祖母） ルツ記 1:4
- オルパ（モアブ人。ルツの義妹）

### サムエル記
- ペニンナ（祭司エルカナの妻。ハンナをいじめる。）
- ハンナ（祭司エルカナの妻。預言者サムエルの母） サムエル記上 1:2
- ピネハスの妻（イカボドの母及び名付け親）
- ミカル（サウル王の娘、ダビデ王の妻）
- アビガイル（元ナバルの妻、ダビデ王の妃）
- バト・シェバ（バテシバ、ヘテ人ウリヤの妻、ダビデ王の妃、ソロモン王の母）
- タマル（ダビデの娘で王子アブシャロムの妹。異母兄アムノンに犯されてしまう。→（兄妹相姦）

### 列王記・歴代誌
- イゼベル（イスラエル北王国、アハブ王の妃） 列王記上 16:31
- アタルヤ（アタリヤ・イゼベルの娘、ユダの女王） 列王記下 8:26
- フルダ（ホルダ・女性預言者）　列王記下 22:14　歴代誌下 34:22
- ツァレファテ（ザレパテ）の女（神のことばによって、エリヤを養うように定められたやもめ。彼女の息子は、エリヤによってよみがえった。）　列王記上 17:10
- アラムの将軍ナアマンの妻に仕えたイスラエル人の娘（預言者のところへいけばナアマンがいやされると自らの女主人に伝えた娘）

### その他（預言書など）
- ゴメル（預言者ホセアの妻。姦淫の女と呼ばれる） ホセア書 1:3
- エステル（ペルシャ王クセルクセス1世（アハシュエロス）の妃。イスラエル民族を守る。） エステル記 2:7

## 新約聖書

### 四福音書
- エリサベツ（祭司ザカリヤの妻・イエスの母マリアの親戚） ルカ 1:39
- アンナ（アセル族のパヌエルの娘、女性預言者） ルカ 2:36
- イエスの母マリア ルカ 1:27
- マグダラのマリア（イエスたちと行動を共にし、十字架に立ち会った女性のひとり） ルカ 8:2 マルコ 15:40
- ベタニアのマリア（マルタ、ラザロの姉妹） ルカ 10:38 ヨハネ 12:1
- 小ヤコブとヨセの母マリア（イエスの十字架に立ち会った女性のひとり） マタイ 27:55 マルコ 15:40 ルカ 24:10
- クロパの妻マリア（イエスの十字架に立ち会った女性のひとり） ヨハネ 19:25
- ベタニアのマルタ（マリア、ラザロの姉妹） ルカ 10:38
- ヨハンナ（ヘロデの家令クーザの妻、イエスたちと行動を共にした女性） ルカ 8:3
- スザンナ（イエスたちと行動を共にした女性）
- ヘロディア（ヘロデの妻） マルコ 6:17
- サロメ (ヘロディアの娘) [注釈 1]　マルコ 6:22
- サロメ (イエスの弟子)（イエスの十字架に立ち会った女性のひとり） マルコ 15:40 マルコ 16:1
- ペトロのしゅうとめ（ペトロの義理の母） マルコ 1:29
- ヤイロの娘（イエスによって生き返る） マルコ 5:21
- 12年間長血をわずらっていた女（キリストの着物の房に触れば癒されると信じて、その通りに癒され、イエスに信仰を誉められた女） マルコ 5:25
- カナン人の女（ギリシャ系異邦人の女、イエスの「子供たちのパンを取って、子犬にやってはいけない」という言葉に対し、「主よ、しかし、子犬も子供の食卓から落ちるパンくずはいただきます」と答えてイエスに信仰を認められ、幼い娘から悪霊を追い出してもらった女） マタイ 15:21　マルコ 7:25
- 十八年間、病の霊のために腰が曲がったままの婦人 ルカ 13:10
- ナインの町で一人息子を亡くし、悲しむ未亡人（イエスによって息子が生き返る） ルカ 7:11
- レプタの献金をささげた女（もてる全財産をささげたとキリストに賞賛された女） ルカ 21:1
- サマリアの女（5人の夫がいた事をイエスに言い当てられた女） ヨハネ 4:7
- 罪深い女（ファリサイ派のシモンの家でイエスの足に香油を塗った女性<ルカ7:37>・ベタニアのハンセン病患者シモンの家でイエスの頭に香油を注ぎかけた女性<マルコ14:3>はベタニアのマリアで混同されやすいが別人）[1] ルカ 7:37
- 姦通の女（エルサレム神殿の境内で石打ちの刑からイエスに救われた女） ヨハネ 8:3

### 使徒言行録
- サッピラ（サフィラ、アナニアの妻、アナニアと共に聖霊を欺いて土地の代金をごまかし、死に至る） 使徒行伝 5:1
- タビタ（ペトロによって生き返る） 使徒行伝 9:36
- ルデヤ（リディア） （紫布の商人） 使徒行伝 16:14
- プリスキラ（アクラの妻） 使徒行伝 18:2

### パウロ書簡・公同書簡
- フィベ（フェベ） ローマ人への手紙 16:1
- プリスカ（ローマの信徒への手紙にある協働者、アクラの妻） ローマ人への手紙 16:3
- マリア（ローマの信徒への手紙にある苦労をした女性） ローマ人への手紙 16:6

## 旧約聖書外典
- ユディト(ユディト記)
- スザンナ（ダニエル書補遺）